# Miroslav Radoman
Miroslav Radoman (szerbül: Мирослав Радоман)  (Újvidék, 1958. február 28. –) szerb nemzetközi labdarúgó-játékvezető.

## Pályafutása

### Nemzeti játékvezetés
A játékvezetésből 1992-ben vizsgázott. Ellenőreinek, sportvezetőinek javaslatára lett az I. Liga játékvezetője. Az aktív nemzeti játékvezetéstől 2002-ben vonult vissza. Első ligás mérkőzéseinek száma: 180.

#### Nemzeti kupamérkőzések
Vezetett Kupa-döntők száma: 2.

##### Jugoszláv Kupa
| Időpont        | Helyszín                       | Mérkőzés típusa | Mérkőzés                      | Eredmény | Nézők száma |
| -------------- | ------------------------------ | --------------- | ----------------------------- | -------- | ----------- |
| 1997. május 7. | Vojvodine Stadion, Novi Sad    | döntő           | FK Vojvodina–FK Crvena zvezda | 0 : 0    | 8 000       |
| 2001. május 9. | Crvene zvezde Stadion, Belgrád | döntő           | FK Crvena zvezda–FK Partizan  | 0 : 1    | 30 000      |

### Nemzetközi játékvezetés
A Szerb labdarúgó-szövetség Játékvezető Bizottsága (JB) terjesztette fel nemzetközi játékvezetőnek, a Nemzetközi Labdarúgó-szövetség (FIFA) 1996-tól tartotta nyilván bírói keretében. Több nemzetek közötti válogatott és klubmérkőzést vezetett. A szerb nemzetközi játékvezetők rangsorában, a világbajnokság-Európa-bajnokság sorrendjében többedmagával a 4. helyet foglalja el 5 találkozó szolgálatával. Az aktív nemzetközi játékvezetéstől 2002. december 31-én a FIFA 45 éves korhatárát elérve búcsúzott. Válogatott mérkőzéseinek száma: 8. Nemzetközi mérkőzéseinek száma: 36.

#### Világbajnokság
A világbajnoki döntőhöz vezető úton Franciaországba a XVI., az 1998-as labdarúgó-világbajnokságra és Dél-Koreába és Japánba a XVII., a 2002-es labdarúgó-világbajnokságra a FIFA JB bíróként alkalmazta.

##### 1998-as labdarúgó-világbajnokság
| Időpont             | Helyszín                  | Mérkőzés típusa           | Mérkőzés             | Eredmény | Nézők száma |
| ------------------- | ------------------------- | ------------------------- | -------------------- | -------- | ----------- |
| 1997. február 11.   | II. Lajos Stadion, Monaco | előselejtező (4. csoport) | Észtország–Skócia    | 0 : 0    | 3 766       |
| 1997. szeptember 6. | Razdan Stadion, Jereván   | előselejtező (9. csoport) | Örményország–Albánia | 3 : 0    | 5 000       |

##### 2002-es labdarúgó-világbajnokság
| Időpont         | Helyszín               | Mérkőzés típusa           | Mérkőzés                  | Eredmény | Nézők száma |
| --------------- | ---------------------- | ------------------------- | ------------------------- | -------- | ----------- |
| 2001. június 6. | Ullevaal Stadion, Oslo | előselejtező (5. csoport) | Norvégia–Fehéroroszország | 1 : 1    | 17 164      |

#### Európa-bajnokság
Az európai-labdarúgó torna döntőjéhez vezető úton Belgiumba és Hollandiába a XI., a 2000-es labdarúgó-Európa-bajnokságra az UEFA JB játékvezetőként foglalkoztatta.
| Időpont             | Helyszín                          | Mérkőzés típusa           | Mérkőzés          | Eredmény | Nézők száma |
| ------------------- | --------------------------------- | ------------------------- | ----------------- | -------- | ----------- |
| 1998. október 14.   | Hardturm Stadion, Zürich          | előselejtező (1. csoport) | Svájc–Dánia       | 1 : 1    | 12 500      |
| 1999. szeptember 8. | Boris Paichadze Stadion, Tbiliszi | előselejtező (2. csoport) | Grúzia–Lettország | 2 : 2    | 12 000      |